# Alpina carpathica
Alpina carpathica là một loài bướm đêm trong họ Geometridae.